# Беріз Белкич
Беріз Белкич (8 вересня 1946 — 16 серпня 2023) — колишній член і голова Президії Боснії і Герцеговини.

## Біографія
Закінчив економічний факультет Сараєвського університету. Займав різні керівні посади на муніципальному, регіональному та державному рівнях.
30 березня 2001 року був обраний парламентом як член Президії на заміну Халіду Геньячу. Після виборів 2006 року Белкич зайняв пост голови Палати представників з 11 січня до 11 вересня 2007 року.
Був одним із засновників партії «За Боснію і Герцеговину».